# كاستلفورينتينو
كاستلفورينتينو، (بالإنجليزية: Castelfiorentino)‏، هي مدينة و(بلدية) في مدينة فلورنس متروبوليتان، توسكانا، وسط إيطاليا، في منتصف الطريق بين فلورنسا (المسافة 45 كم)، بيزا (50 كم) وسيينا (55 كم). السكان ما يقرب من 20,000 نسمة. إنها جزء من فالديلسا.  يحد كاستلفورينتينو البلديات التالية: سيرتالدو، إمبولي، جامباسي تيرمي، مونتايون، مونتيسبرتولاند، سان مينياتو.

## السكان
في سنة 1861 بلغ عدد السكان 8٬458 نسمة، وتطور العدد ليصل في سنة 2011 لـ 17٬489 نسمة.
يظهر هذا المخطط البياني تطور النمو السكاني لـ كاستلفورينتينو

## توأمة
لكاستلفورينتينو اتفاقيات توأمة مع:
- غابفيلار

## أعلام
- فينتشنزو مارينو